# William Martin
Pour les articles homonymes, voir William Martin (homonymie) et Martin.
William Martin, né le 16 février 1957 à Bethesda au Maryland, est un biologiste américain, mais ayant principalement étudié et travaillé en Allemagne. Il est actuellement enseignant chercheur dans le domaine de l'évolution du vivant et à la tête de l'Institut für Botanik III, de l'Université Heinrich Heine de Düsseldorf. Ses travaux et théories portent sur l'évolution des microbes (qui à la différence des espèces multicellulaires échangent facilement des gènes).

## Biographie
William Martin a étudié la biologie à l'Université du Texas A&M et à l'université technique de Hanovre. Sa thèse obtenue en 1988 (à l'Institut Max-Planck de recherche sur la sélection de Cologne) a porté sur la génétique et l'évolution moléculaire.
Il a été (de 1989 à 1999) conseiller scientifique à l'Institut de génétique de l'université technique de Braunschweig.
Il est depuis 2006 membre de l'Académie américaine de microbiologie, et depuis 2007 de l'Académie des sciences de Rhénanie du Nord-Westphalie.
Il est depuis 1999 titulaire d'une chaire à l'Institut de botanique III de l'université Heinrich Heine de Düsseldorf, institut spécialisé dans l'étude des endosymbioses, de l'évolution cellulaire et génomique, du métabolisme de l'énergie en particulier dans les chloroplastes, mitochondries et hydrogénosomes (organites intracellulaires trouvés chez des ciliés anaérobies, champignons et protozoaires flagellés du genre Trichomonas).
Partisan de l'évolution "en réseau" (par opposition à la notion d'arbres évolutionnaires), il est l'un des chefs de file des opposants au darwinisme.

## Récompenses
- Prix Heinz-Maier-Leibnitz (pour sa thèse)
- « Advanced Grant » de 2 millions d'euros par Conseil européen de la recherche (ERC) en 2008.